# Eberhard Dallagrazia
Eberhard Dallagrazia (* 3. Februar 1937; †  11. August 2011) war ein deutscher Fußballspieler, der von 1956 bis 1963 für den SC Fortschritt Weißenfels, den SC Lok Leipzig und für die BSG Chemie Leipzig in der DDR-Oberliga, der höchsten Spielklasse im DDR-Fußball, spielte. In den 1970er Jahren war er bei Chemie Leipzig als Trainer tätig.

## Sportliche Laufbahn
Dallagrazias Karriere in der DDR-Oberliga begann in der Rückrunde der Saison 1956 (Kalenderjahr-Spielrhythmus), als er beim SC Fortschritt Weißenfels den Platz des zuvor ausgeschiedenen Mittelstürmers Karl Meyer einnahm. Vom 18. Spieltag an wurde er bis zum Saisonende in allen Punktspielen ebenfalls als Mittelstürmer eingesetzt. Ein Jahr später hatte er sich bereits als Stammspieler durchgesetzt und konnte diesen Status bis 1960 behaupten. Bis auf vereinzelte Einsätze im Mittelfeld blieb er der Mittelstürmer des SC Fortschritt. 1958 wurde er in den Kader der DDR-Nachwuchsnationalmannschaft aufgenommen und bestritt dort bis 1959 vier Länderspiele.
Nachdem Fortschritt Weißenfels, wo Dallagrazia innerhalb von fünf Spielzeiten 106 Oberligaspiele absolviert und 14 Tore erzielt hatte, aus der Oberliga abgestiegen war, wechselte er während der Saison 1961/62 (Rückkehr zur Sommer-Frühjahr-Saison) zum Oberligisten SC Lokomotive Leipzig. Er wurde dort vom 10. Spieltag an eingesetzt, zunächst als Mittelfeldspieler, später hauptsächlich als halbrechter Stürmer. Als im Sommer 1963 der SC Lokomotive zugunsten des SC Leipzig aufgelöst wurde, fand Dallagrazia bei der Formierung der Fußballsektion des neuen Sportclubs keine Berücksichtigung und wurde mit weiteren Spielern zur Betriebssportgemeinschaft (BSG) Chemie Leipzig abgeschoben, die ebenfalls einen Platz in der DDR-Oberliga erhielt. Nachdem er im August 1963 die ersten beiden Oberligaspiele für die BSG Chemie bestritten hatte, erkrankte er an Gelbsucht und musste seine Laufbahn als Leistungssportler beenden.
Im Sommer 1970 kehrte Dallagrazia als Trainer zu Chemie Leipzig zurück und übernahm zunächst die 2. Mannschaft, die gerade in die zweitklassige DDR-Liga aufgestiegen war. Als die Oberligamannschaft nach der Saison 1970/71 abgestiegen war, übernahm Dallagrazia zusammen mit Günter Busch die 1. Mannschaft, mit der die sofortige Rückkehr in die Oberliga gelang. Anschließend war Dallagrazia allein für das Oberligateam als Trainer verantwortlich, und er konnte die BSG Chemie zwei Spielzeiten lang in der Oberliga halten. 1973 stieg die Mannschaft unter seiner Leitung erneut ab. Danach war Dallagrazia nicht mehr im höherklassigen Fußball tätig.
Er verstarb am 11. August 2011 nach schwerer Krankheit.